# Stura-di-Valgrande-Viadukt

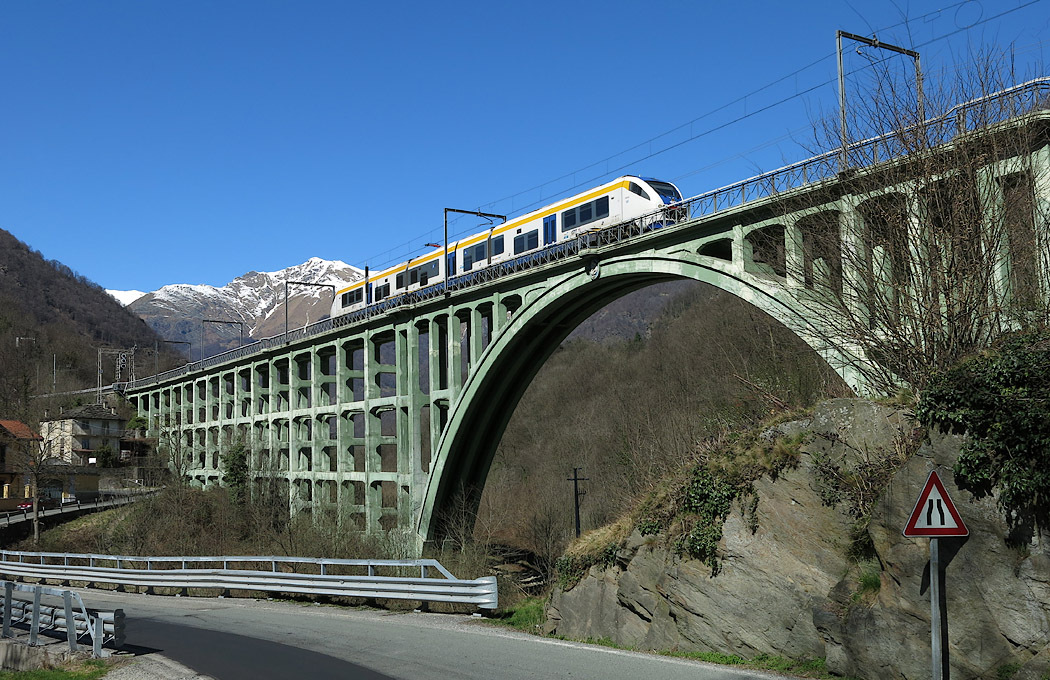
Regionalzug auf dem Valgrande-Viadukt. Im Vordergrund die Straßenbrücke über die Stura di Valgrande

Das Stura-di-Valgrande-Viadukt ist ein Eisenbahnviadukt an der Strecke der Turin-Ceres-Bahn in der Metropolitanstadt Turin, Piemont, Italien. Die Linie wird von der Bahngesellschaft Gruppo Torinese Trasporti (GTT) betrieben. Die Brücke aus armiertem Beton ist das technikgeschichtlich bedeutendste Bauwerk der Bahnlinie.
Das Viadukt steht auf dem letzten Abschnitt der Bahnstrecke, die von Turin über Lanzo Torinese und durch das Lanzotal bis zum Bahnhof von Ceres führt. Die Brücke befindet sich 500 Meter vor dem Endbahnhof und über dem Fluss Stura di Valgrande. Etwa 30 Meter unterhalb des Bahnviadukts liegt die Straßenbrücke der Strada Provinciale 1 delle Valli di Lanzo, und 100 Meter weiter unten mündet die Stura di Valgrande in die Stura di Ala, worauf die beiden Flüsse zusammen den Talfluss Stura di Lanzo bilden.
Das Bauwerk wurde in der Zeit des Ersten Weltkriegs von 1915 bis 1916 errichtet. Bei den Bauarbeiten des Abschnitts Mezzenile-Ceres wurden auch österreichische Kriegsgefangene eingesetzt.
Die Brücke ist ein Werk des Ingenieurs Giovanni Antonio Porcheddu aus Turin, eines Pioniers des Eisenbetonbaus, den man seinerzeit auch «Re del cemento armato» (auf Deutsch König des armierten Betons) nannte. Porcheddu führte das Bausystem des französischen Ingenieurs François Hennebique in Italien ein und entwarf neuartige und vielbeachtete Bauwerke in Turin so wie das Fiat-Automobilwerk von Lingotto und auch in anderen Regionen. Zur gleichen Zeit wie im Lanzotal errichtete das Büro Porcheddu auch einen Bahnviadukt an der Strecke Bari-Matera in Süditalien.
Das Ceresviadukt mit einer Gesamtlänge von 190 Metern besteht aus einer Bogenbrücke und zwei unterschiedlich langen Stützenbrücken. Der große Bogen über der Stura di Valgrande hat eine lichte Weite von 50 Metern. Beidseitig tragen je vier auf dem Bogen abgestellte Stützenpaare oder Dreifachstützen die aufgeständerte Fahrbahn. Auf den beiden Widerlagern des großen Bogens stehen doppelte Ständerpaare. Auf der Südostseite, talabwärts, liegt ein kurzer Abschnitt des Viadukts mit drei Stützenpaaren am steilen Abhang, während auf der Nordwestseite eine lange Reihe mit 15 Stützenpaaren das Tal rechts des Flusses bis zum Bahnhofsgelände von Ceres überbrückt. Diese über 100 Meter lange Brückenkonstruktion westlich des Bogens, die im letzten Abschnitt eine leichte Kurve aufweist, ergibt mit der Skelettbauweise das charakteristische Bild des Valgrandeviadukts. Die bis zu 20 Meter hohen Stützenpaare stehen nahe beieinander und sind in sich und mit den benachbarten Trägern durch Betonbalken verbunden.